# Roger Fenton

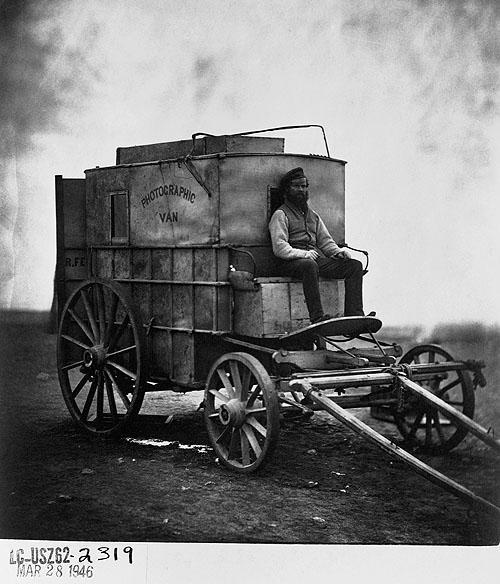
Asystent Rogera Fentona, Marcus Sparling, na wozie, w którym znajdowało się jego laboratorium fotograficzne w czasie wojny krymskiej.

Roger Fenton (ur. 28 marca 1819, zm. 8 sierpnia 1869 w Londynie) – brytyjski malarz i pionier fotografii, jeden z pierwszych fotoreporterów wojennych na świecie.
Urodził się w rodzinie bankiera i członka brytyjskiego parlamentu Johna Fentona. Studiował prawo na University College w Londynie. W latach 40. XIX w. kilkakrotnie wyjeżdżał do Francji, krótko studiował u Paula Delaroche'a i prawdopodobnie u Michela Martina Drollinga, nie był jednak na liście studentów École des Beaux Arts. Naukę kontynuował w Londynie u malarza historycznego Charlesa Lucy. W latach 1849–1851 wystawiał obrazy w Akademii Królewskiej, w tym czasie pod wpływem Gustave'a Le Graya zainteresował się fotografią.
Roger Fenton fotografował architekturę, krajobrazy i ludzi. W Rosji robił zdjęcia konstrukcjom mostów (1852), wykonywał też portrety członkom brytyjskiej rodziny królewskiej i eksperymentował z fotografią stereoskopową. W 1855 na zlecenie dworu wyjechał jako oficjalny fotograf, by dokumentować wojnę krymską. Pracował w fatalnych warunkach, ciemnia i laboratorium umieszczone były na wozie, który przemieszczany był za pomocą konnego zaprzęgu. Fotografie wykonywane przy użyciu procesu kolodionowego musiały być natychmiast wywoływane. Innym utrudnieniem był długi czas naświetlania, który wynosił od 3 do 20 sekund, przez co można było rejestrować jedynie sceny statyczne. W ciągu czterech miesięcy Fenton wykonał ponad 350 negatywów, do rozstrzygnięcia wojny jednak nie dotrwał, gdyż zachorował na cholerę i musiał wracać do Anglii.
Zdjęcia z wojny krymskiej Rogera Fentona są uważane za pierwszy wojenny fotoreportaż. Są dokumentem z epoki, lecz nie oddają całej prawdy o przebiegu i okropnościach wojny. Autor unikał przedstawiania śmierci czy innych kontrowersyjnych tematów, mimo że w listach do żony pisał o stosach trupów i tysiącach rannych.
Fenton w 1858 zainteresował się tematyką orientalną, wykonywał też zdjęcia krajobrazów i architektury Wielkiej Brytanii. W 1862 zrezygnował z fotografowania, zmarł przedwcześnie w 1869.

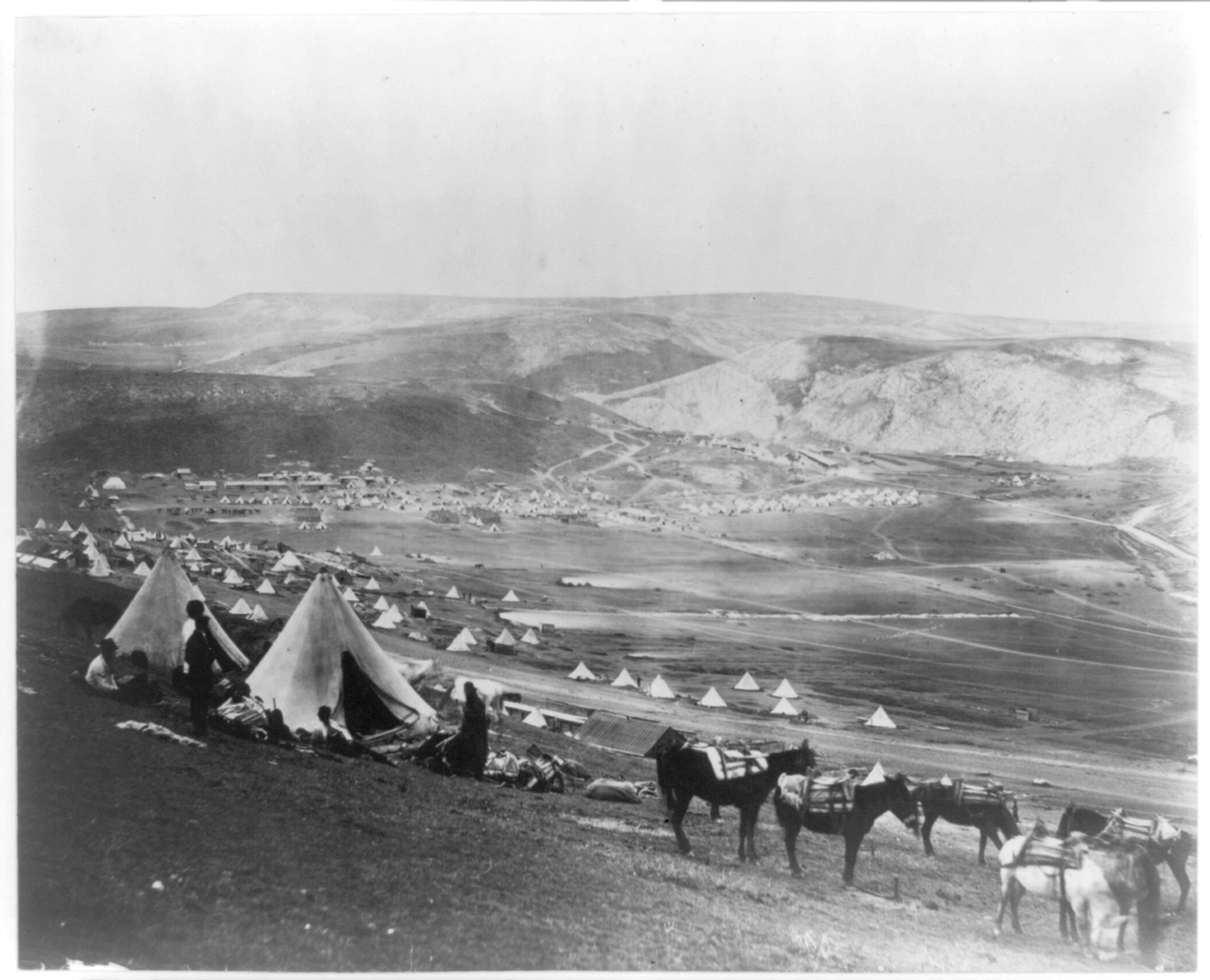
Obóz kawalerii w pobliżu obozu Balaklava
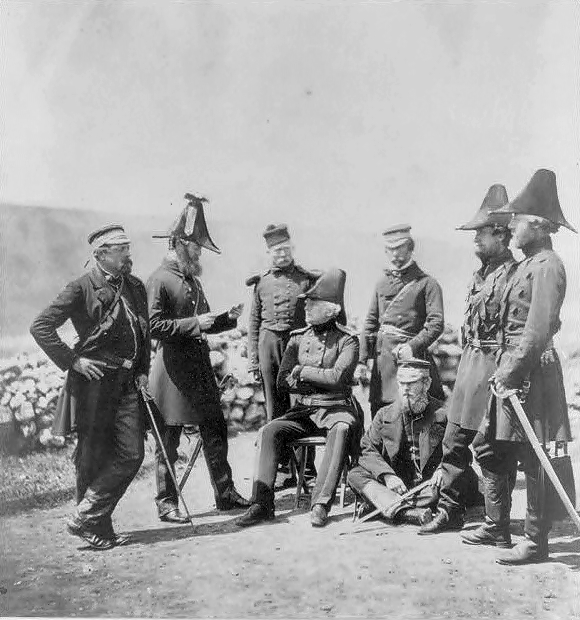
Generał Brown ze sztabem
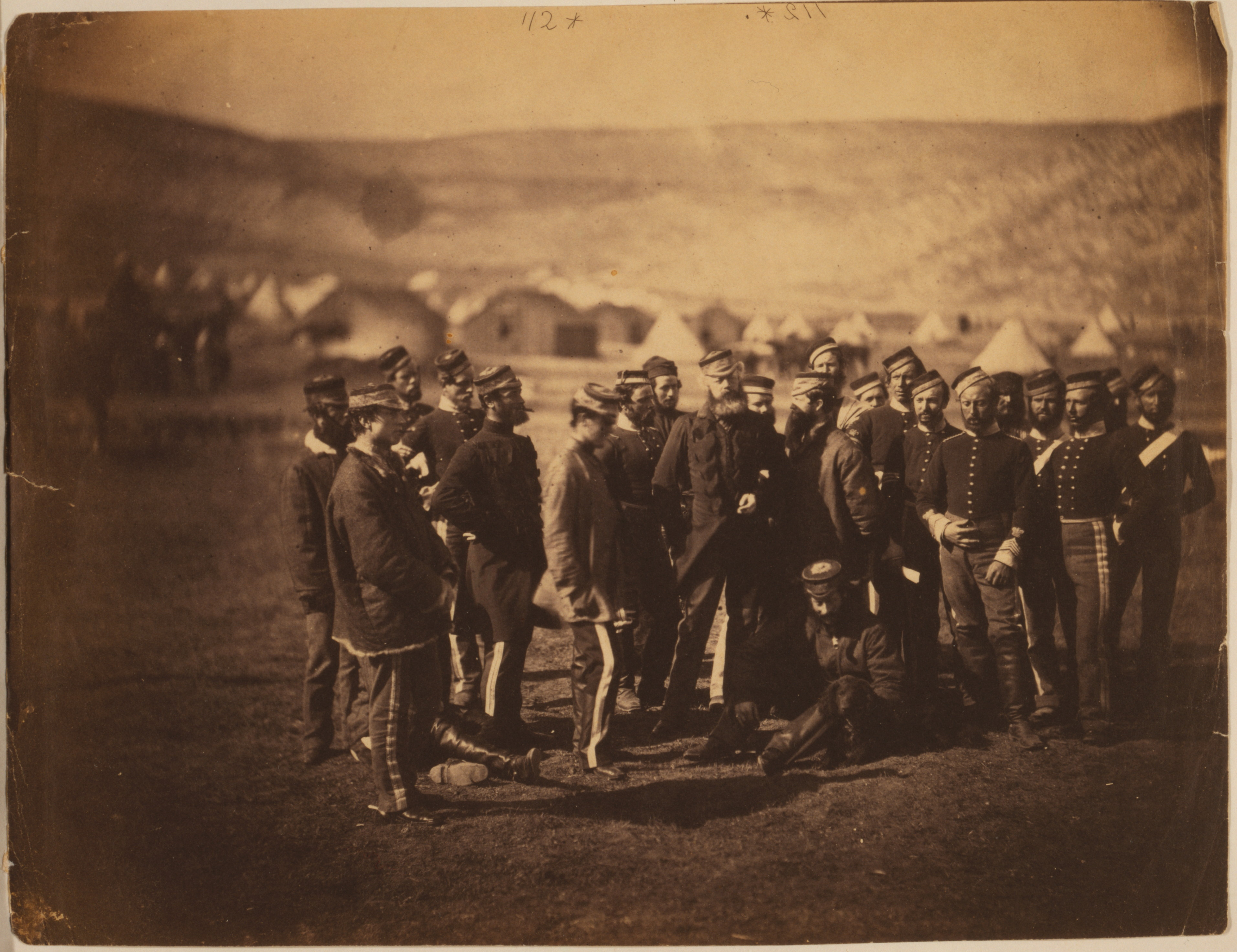
Dragoni
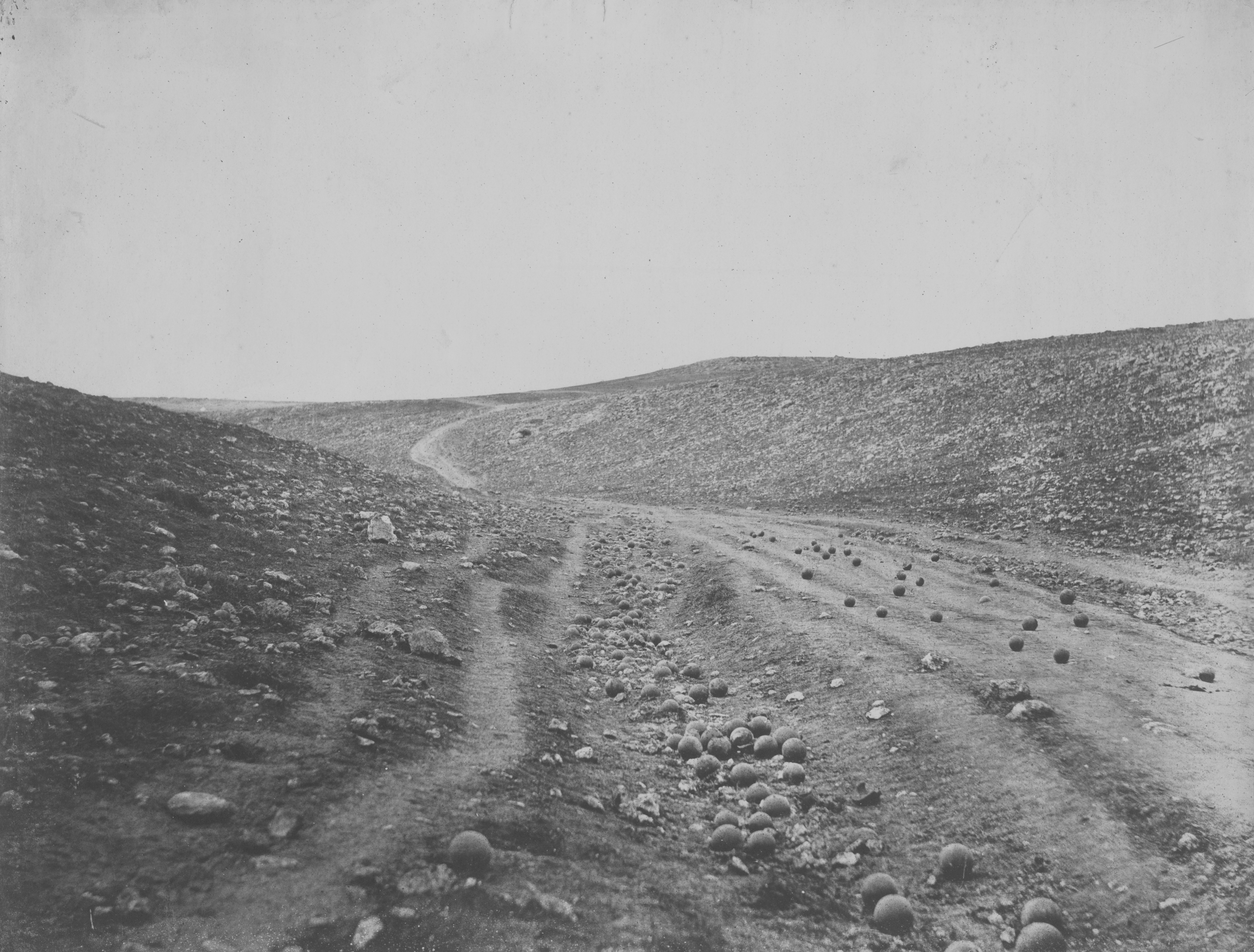
Dolina Śmierci